# Jagrehnia madecassa
Jagrehnia madecassa är en kackerlacksart som först beskrevs av Henri Saussure 1891.  Jagrehnia madecassa ingår i släktet Jagrehnia och familjen jättekackerlackor.
Artens utbredningsområde är Madagaskar. Inga underarter finns listade i Catalogue of Life.